# 旺角政府合署

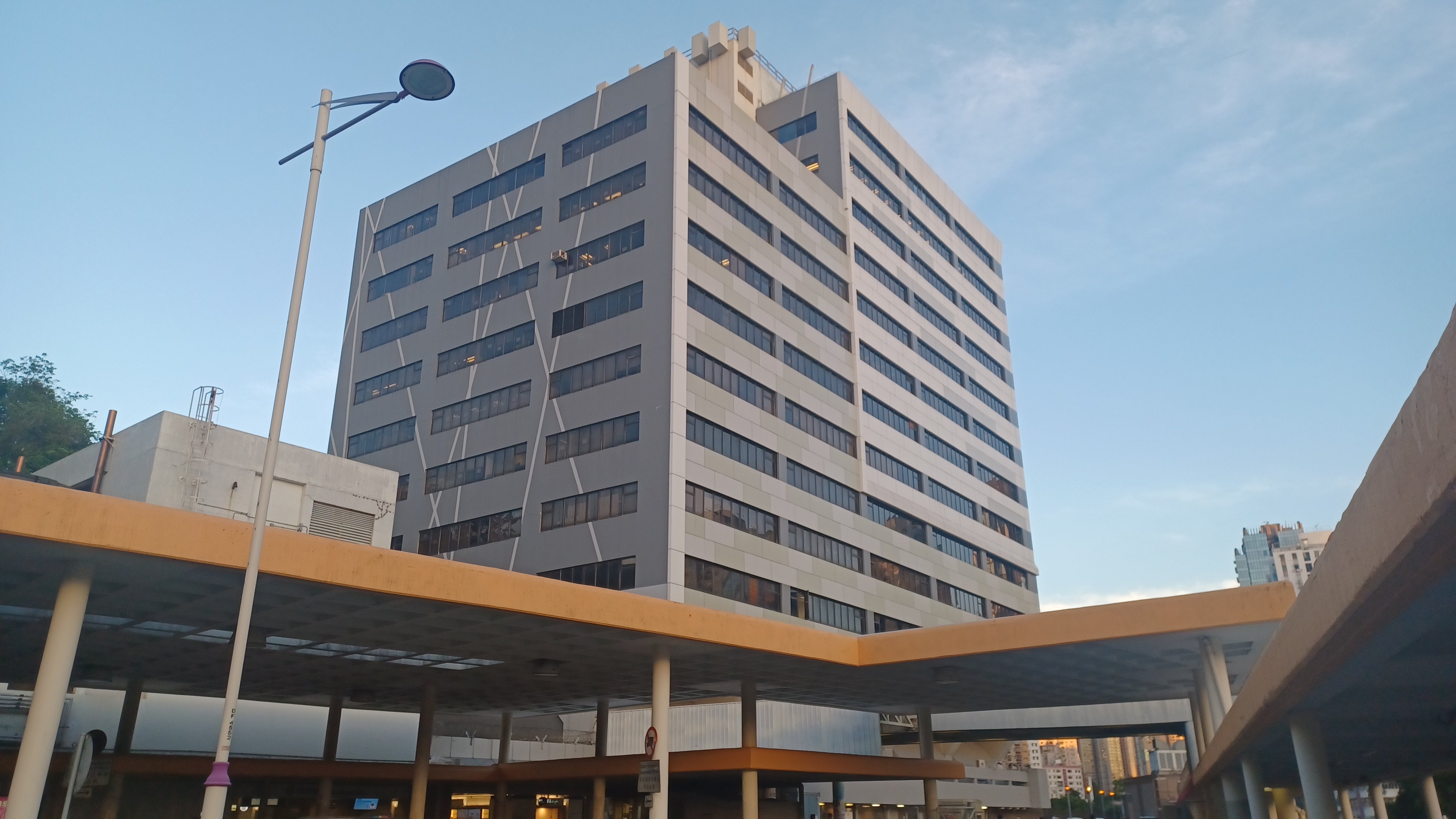
旺角政府合署（2023年7月，外牆翻新後）

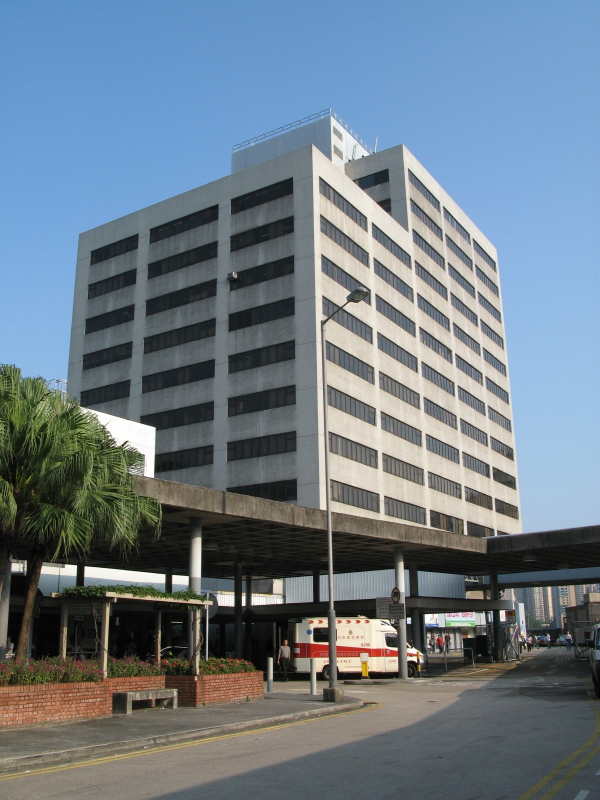
旺角政府合署（2007年9月，外牆翻新前）

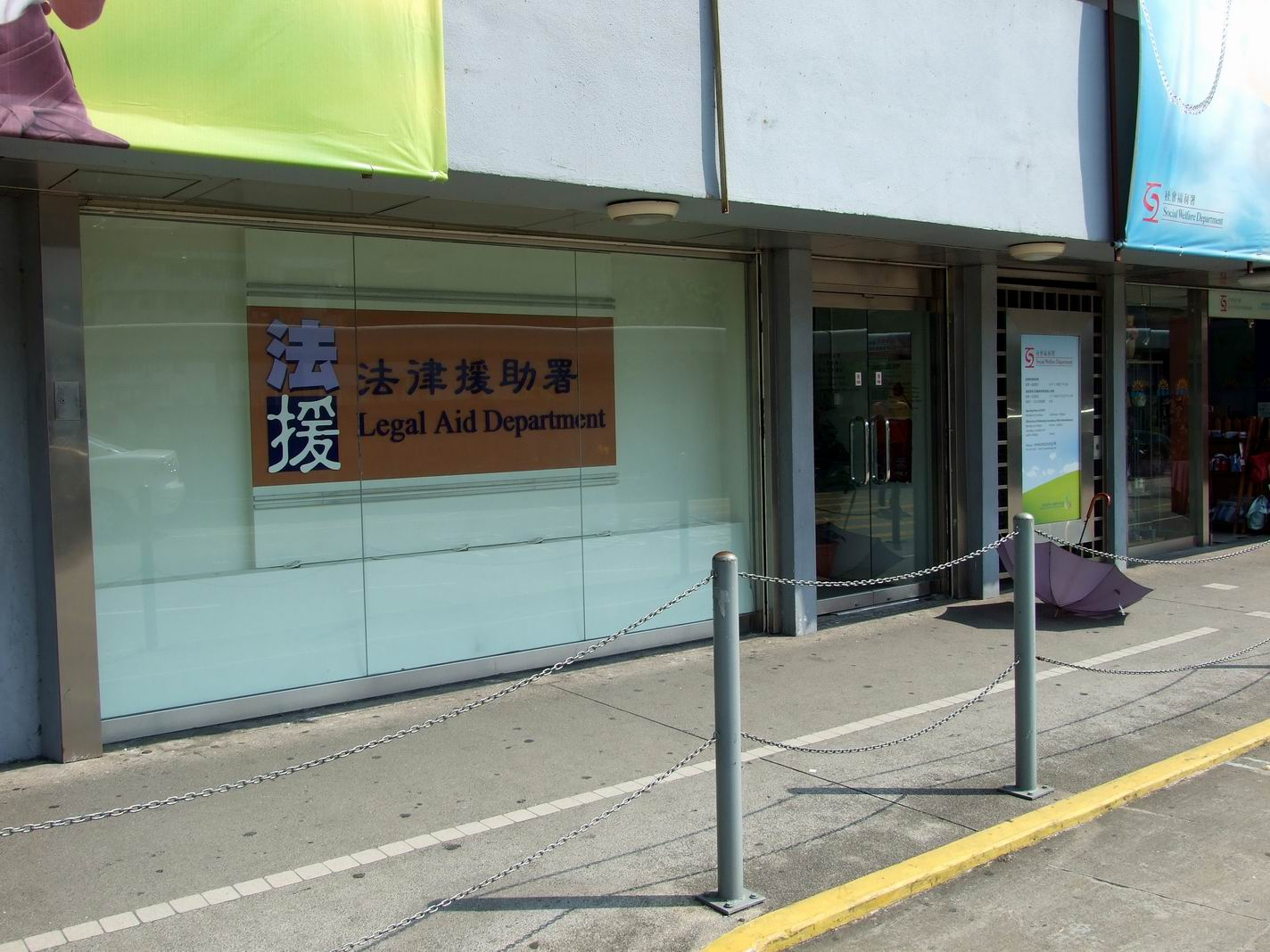
法律援助署於旺角政府合署分署

旺角政府合署（英語：Mong Kok Government Offices）是香港一座政府合署，位處於香港九龍旺角聯運街30號，為香港的一座政府辦公大樓，鄰近旺角東站，內有油尖旺區議會、社會福利署、勞工處、教育局、法律援助署九龍及新界分署（地下及3樓）等政府部門的辦事處。
此外，油尖旺民政事務處、油尖旺區議會及康樂及文化事務署音樂事務處的旺角區音樂中心均設在此大樓內，於1983年落成啟用。